# 쾨체크

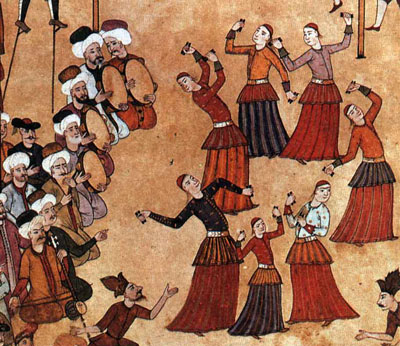
1720년에 오스만 제국의 아흐메트 3세 술탄의 아들 3명의 할례를 축하하기 위해 열린 행사에서 쾨체크가 춤추는 모습을 소재로 한 세밀화 (터키 이스탄불에 위치한 톱카프 궁전)

쾨체크(튀르키예어: Köçek)는 오스만 제국 시대에 터키에서 크로스드레싱을 하면서 활동하던 여장 남자 무용가들을 가리킨다.

## 유래
튀르키예어의 '쾨체크'(튀르키예어: Köçek)라는 단어는 페르시아어로 "어리다", "작다", "젊다"를 뜻하는 단어인 '쿠차크'(페르시아어: کوچک, Kuchak)에서 유래되었는데 터키어로 "어리다"라는 뜻을 가진 '퀴취크'(튀르키예어: Küçük)의 페르시아어 발음이기도 하다. 크림 타타르어에서 '쾨체크'(크림 타타르어: Köçek)는 "아기 낙타"를 의미한다.
17세기부터 19세기까지 번성했던 쾨체크의 문화는 오스만 제국의 궁전의 관습, 특히 하렘에서의 관습에서 유래되었다. 쾨체크의 장르는 오스만 제국의 음악과 춤 모두를 풍요롭게 했다. 예술 양식의 초기 과정에서는 궁전에만 국한되었기 때문에 술탄을 따르는 황실의 지지는 발전의 핵심 요소였다. 이러한 관습들은 독립적인 극단들을 통해 오스만 제국 전역으로 퍼져나갔다.

## 문화
쾨체크는 7세나 8세 무렵부터 훈련을 시작했으며 약 6년 동안에 걸친 학습과 연습을 거쳐 성취된 것으로 여겨졌다. 무용가로서의 경력은 수염이 없고 젊은 외모를 유지하는 한 오래 지속될 것으로 여겨졌다.
쾨체크는 유대인, 롬인, 그리스인과 같은 딤미를 통해 모집했다. 쾨체크 오유누(Köçek oyunu)로 알려진 이 춤은 아라비아반도, 그리스, 아시리아, 쿠르디스탄의 춤 양식을 혼합했는데 쾨첵체(Köçekçe)라고 부르는 특정 음악 장르에 맞추어 연주되었다. 쾨첵체는 수피파, 발칸반도, 고전 아나톨리아 음악의 영향을 혼합한 것이었는데 이 가운데 일부는 오늘날 터키 대중 음악에서 살아남았다. 이 반주에는 다불(Davul, 한 쪽이 염소 가죽, 다른 한 쪽이 양 가죽으로 덮인 큰 북)을 비롯한 여러 타악기를 이용해서 다양한 음색을 표현했다.
쾨체크의 기술은 춤 실력뿐만 아니라 타악기, 특히 차르파레(Çarpare)라고 알려진 캐스터네츠의 한 종류로 판단된다. 무용가들은 오케스트라와 함께 케멘체(Kemençe)와 라우토(Laouto)를 주요 악기로 삼아서 각각 4 ~ 5개씩 연주했는데 이는 쾨체크만을 위해 사용했고 2명의 가수도 활용했다. 오스만 제국의 하렘에서 있었던 쾨체크의 춤 공연에서는 12명의 쾨체크와 많은 많은 음악가들이 참여했다. 쾨체크의 공연은 결혼식, 할례, 잔치, 축제, 술탄·귀족들을 위한 오락에 활용되었다.
종종 짙은 화장을 한 청소년들은 곱슬곱슬한 머리 위에 동전, 보석, 금 장식이 달린 검은색 또는 빨간색 작은 벨벳 모자를 썼다. 평상복은 금빛으로 수를 놓은 천 셔츠에 샬바르(Shalvar, 헐렁한 바지), 긴 치마와 금박 허리띠가 뒤쪽으로 매어져 있는 작은 빨간색 자수 벨벳 재킷으로 구성되어 있었다. 쾨체크는 "민감하고, 매력적이고, 여성스러운" 느낌을 주었고 그들의 춤은 "성적이고 도발적인" 느낌을 주는 것으로 여겨졌다. 쾨체크 무용가들은 가로세로 방향을 오가면서 8자 모양을 그리는 짧고 빠른 걸음과 빙빙 도는 동작을 반복했고 리드미컬하게 손가락을 툭툭 치면서 도발적인 몸짓을 취했다. 쾨체크에게는 곡예, 텀블링, 모의 레슬링 등이 종종 그러한 행위의 일부로 여겨졌다. 쾨체크는 가장 높은 입찰자들에게 성적으로 착취당하는 경우가 많았다.
오스만 제국의 궁정 음악가였던 함마미자데 이스마일 데데 에펜디(Hammamizade İsmail Dede Efendi)와 같은 고전 작곡가들은 유명한 쾨체크들을 위한 음악 작품을 작곡했고 엔데룬루 파즐(Enderûnlu Fâzıl)과 같은 오스만 제국의 유명한 시인들은 쾨체크를 주제로 한 시를 썼다. 이스탄불의 많은 메이하네(Meyhane, 메제·라크 또는 포도주를 제공하는 야간 주점)는 쾨체크를 고용했다. 쾨체크는 공연을 시작하기 이전에 관객들 사이에서 춤을 추면서 흥을 돋우었다. 반면 관객들 사이에서는 이들의 관심을 끌기 위한 경쟁이 종종 소란과 언쟁을 야기했다. 남자 관객들은 술잔을 깨거나 소리를 지르거나 싸우거나 때로는 아이들을 강간하거나 성추행하거나 다른 방법을 동원해서 강제로 성접대를 시킬 기회를 얻기 위해 경쟁하면서 상대방을 살해하기도 했다. 이로 인해 압뒬메지트 1세 술탄 휘하에서는 이러한 관행들이 탄압의 대상이 되었다.
1805년 당시에 터키의 수도 선술집에서는 약 600명의 쾨체크 무용가들이 일하고 있었는데 이들은 1837년에 무용가들을 둘러싼 관객들 간의 싸움으로 인해 금지되었다. 오스만 제국의 술탄이었던 압뒬라지즈, 압뒬하미트 2세가 하렘 문화를 억압하면서 쾨체크의 춤과 음악은 오스만 제국 황실 후원자들의 지지를 잃고 점차 사라졌다. 쾨체크는 벨리댄스를 전문으로 하는 여자 무용가인 쳉기(Çengi)보다 더 많은 관심을 받았는데 일부 청소년들은 소년들에 대한 남자들의 관심을 질투하던 쳉기에 의해 살해당한 것으로 알려졌다.

## 사진

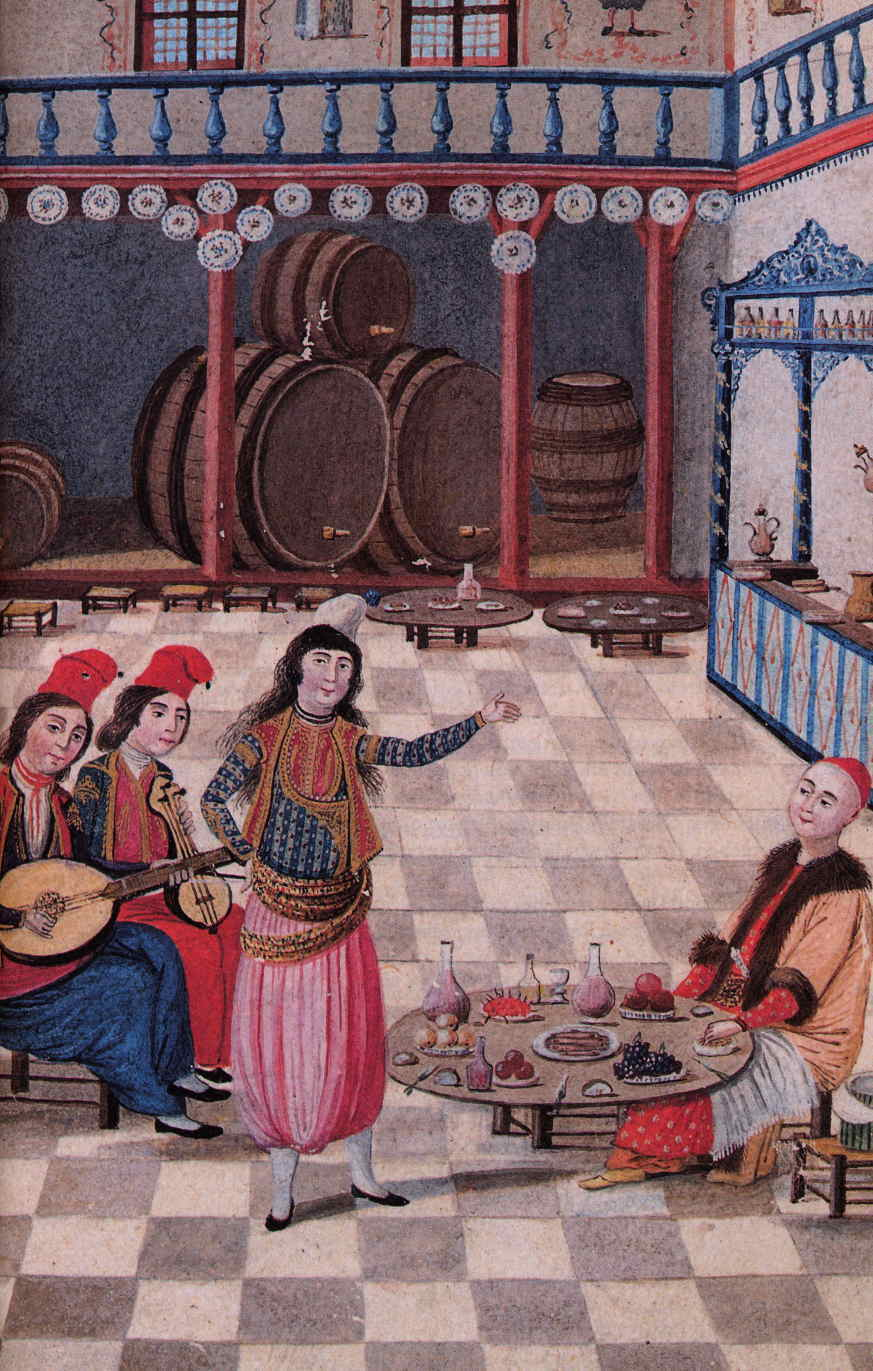
18세기에 제작된 쾨체크의 무용 공연을 주제로 한 오스만 제국 시대의 삽화
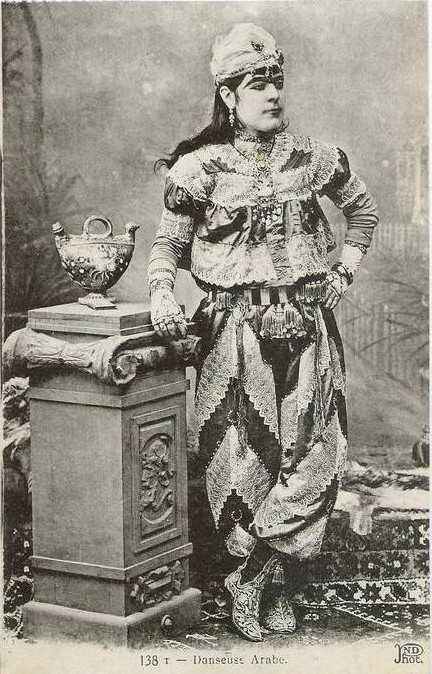
19세기에 제작된 오스만 제국의 쾨체크를 주제로 한 엽서

## 같이 보기
- 카왈